# Superintendência de Infraestrutura de Transportes da Bahia
A Superintendência de Infraestrutura de Transportes da Bahia (SIT) é uma superintendência estadual do governo da Bahia, vinculado à Secretaria de Infraestrutura (SEINFRA).

## História
Criado como Departamento de Estradas e Rodagens da Bahia (DER) pela lei Nº 816, de 12 de julho de 1946, e modificado pela lei Nº 7.314, de 19 de maio de 1998, criando o Departamento de Infraestrutura de Transportes da Bahia (DERBA).
Em 2015, com a reestruturação da administração estadual efetuado pelo governador Rui Costa, foi alterado a estrutura operacional da empresa. A lei n.º 13204 de 2014 criou a superintendência, órgão da administração pública direta e extinguiu a autarquia. Tem como função executar programas relativos à sub-função transporte, de competência do Estado, à exceção daqueles cometidos em lei a outras entidades ou órgãos, e, em caráter supletivo, os referentes aos planos federal e municipal, bem como a construção e a administração dos seus terminais rodoviários, hidroviários e aeroviários.